# Pangkal Pinang
Pangkal Pinang (ook wel: Pangkalpinang) is een plaats aan de oostkant van het eiland Bangka, dat ten oosten ligt van het eiland Sumatra in Indonesië.
Vanaf 1913 was Pangkal Pinang de hoofdstad van de residentie Bangka Belitung (voordien was dat Muntok). In dat jaar verplaatste resident A.J.N. Engelenberg de hoofdstad van Muntok naar Pangkalpinang.
Het is sinds 2000 de hoofdstad van de provincie Bangka-Belitung (kortweg aangeduid als Babel). Daarvoor maakten de eilanden deel uit van Zuid Sumatra (Sumatera selatan of afgekort Sumsel)
De haven van Pangkal Pinang heet Pangkal Balam en is een belangrijke haven aan de Javazee van waaruit onder andere tin, peper, vis, rubber en palmolie worden geëxporteerd. Er worden kustvaartuigen gebouwd.

## Nederlands bisschop van Pangkal-Pinang
- N.P. van der Westen (1951-1978)

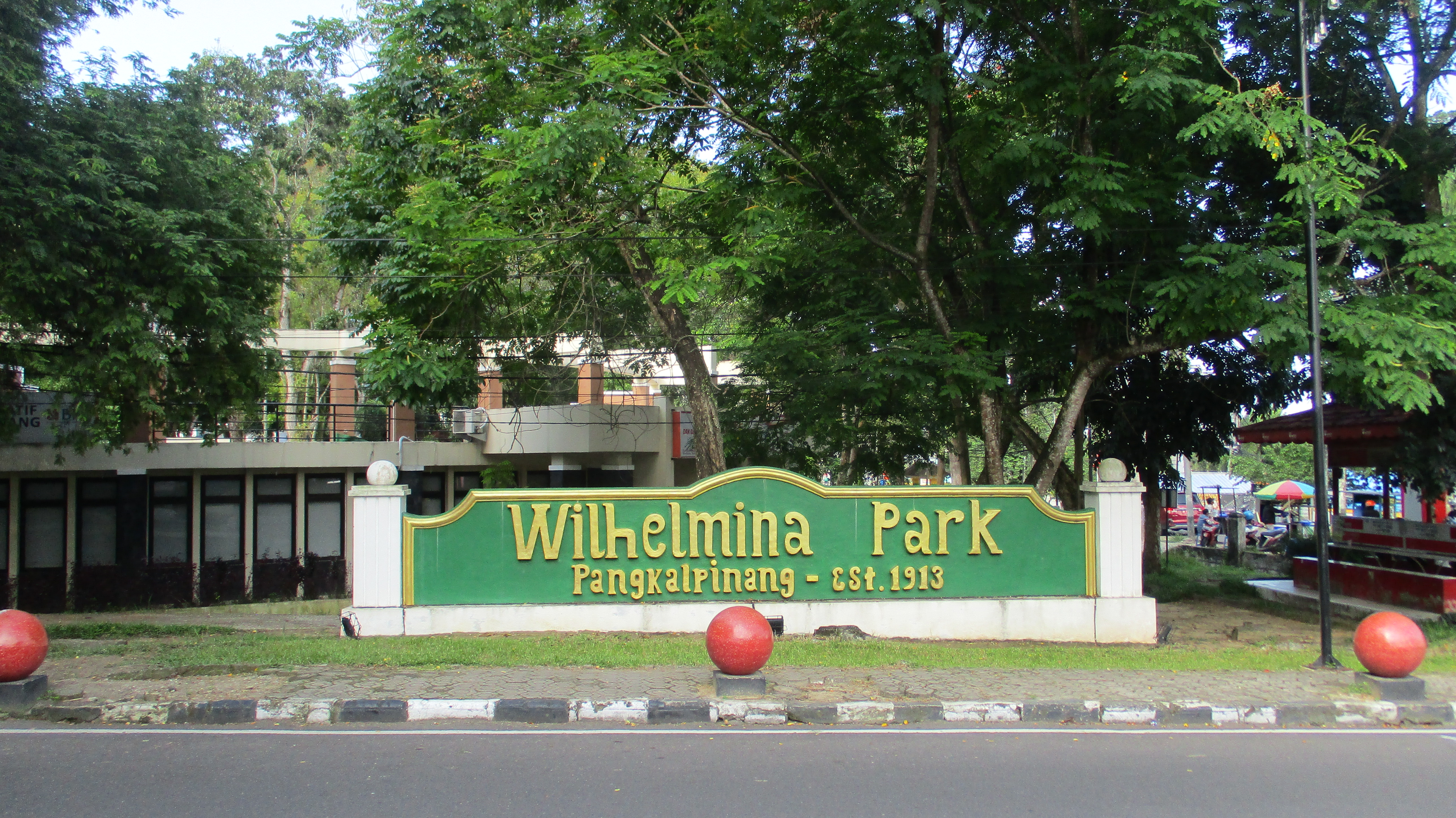
Wilhelmina Park
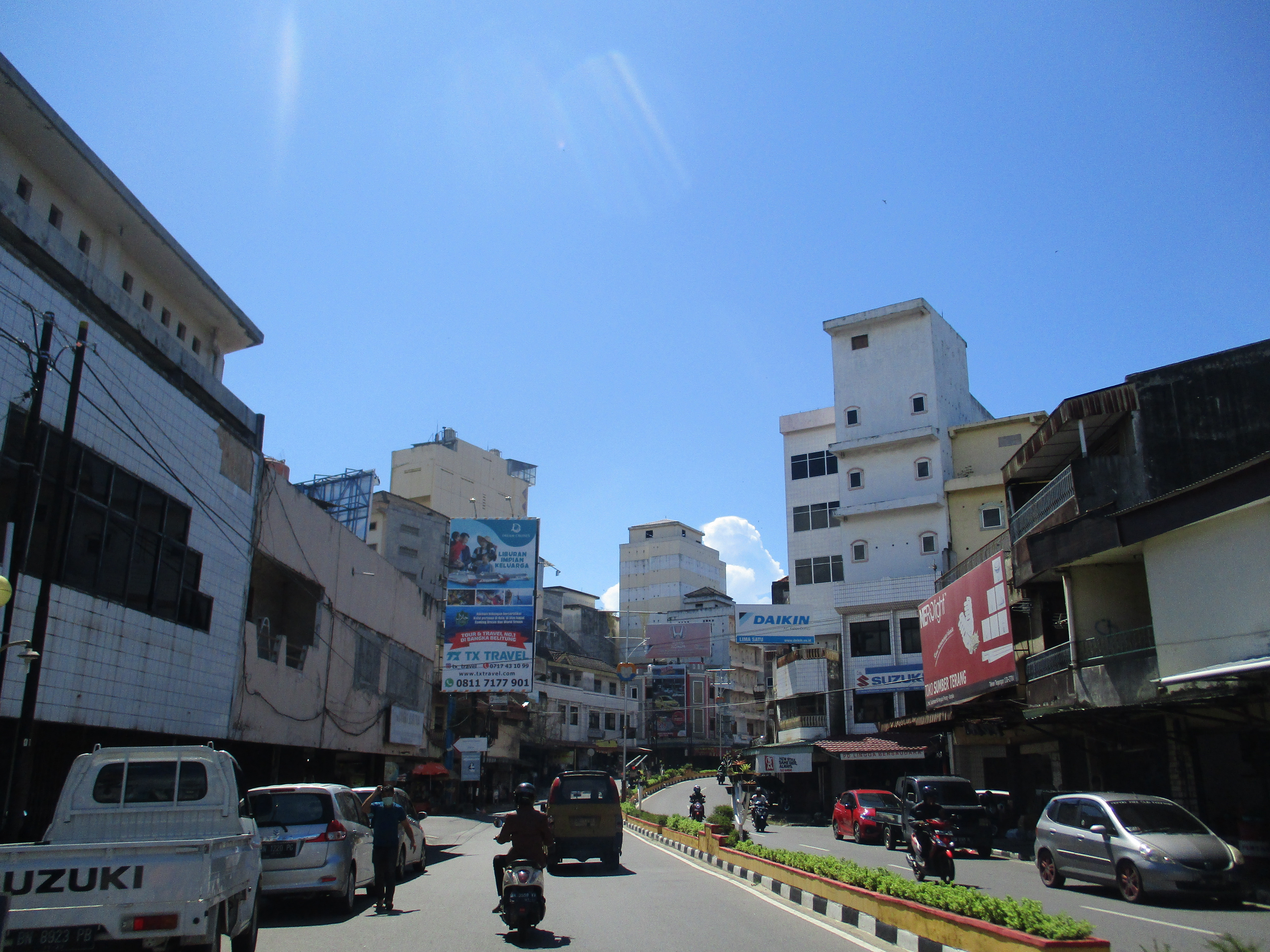
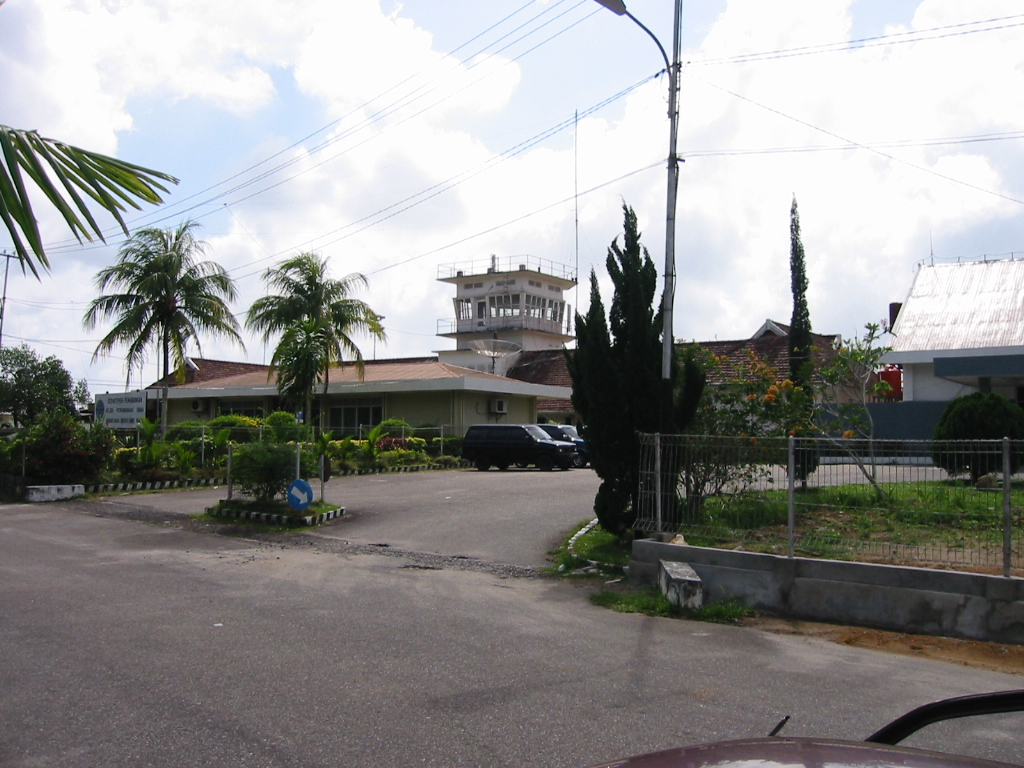
Het vliegveld van Pangkal Pinang

Stadsgemeenten: Pangkal Pinang

Regentschappen: Bangka · Belitung · Centraal-Bangka · Oost-Belitung · Zuid-Bangka · West-Bangka